# Пропорция (архитектура)
Пропорция в архитектуре — равенство (постоянство) отношений двух или более переменных величин, составляющих архитектурное сооружение и придающих ему целостность и гармоничность (см. Гармоническая пропорция). Архитектурные пропорции определяются как художественным замыслом, так и конструктивно-техническими требованиями.
Существует несколько теорий архитектурных пропорций, относящихся к различным историческим периодам. В своей основе они имеют понятие симметрии, которая, в свою очередь, может быть разделена на динамическую и статическую, и учитывают субъективное восприятие человеком сооружения. Понятие архитектурной симметрии базируется на частном понятии математических преобразований.